# Руденков, Иван Семёнович
Иван Семёнович Руденков (29 августа 1887, Харьков — 28 сентября 1950, Рига) — латвийский автор еврейского происхождения и исполнитель сатирических рассказов, актёр театра. Создатель первого латвийского кукольного Театра марионеток (впоследствии директор Государственного театра марионеток), создатель еврейского латвийского кукольного театра «Шолом-Алейхем». Заслуженный деятель искусств Латвийской ССР.

## Биография
Родился 29 августа 1887 года в Харькове. Окончил Харьковский музыкально-драматический институт и работал актером в ряде театров России.
В 1922 году переехал в Ригу и через год создал там первый латвийский профессиональный театр марионеток, располагавшийся на ул. Кеныня, 30 (ныне ул. Рихарда Вагнера).
Александр Куприн отмечал в предисловии к книге Ивана Руденкова: 

Я так часто смеялся радостным, молодым, свежим и беззаботным смехом, видя Вас на сцене и читая Ваши забавные сценки, что, надеюсь, Вы позволите мне определить Ваше милое творчество короткими словами: «Юмор — прекрасная вещь, беззлобная шутка не ранит….» И это будет самым верным предисловием к Вашей книжке
26 сентября 1950 года умер после продолжительной болезни.

## Избранная дискография
- «Школа танцевъ Соломона Пляра» (1914)[3]
- В казармах, часть 1, комическая сцена (1914)[4]
- В казармах, часть 2, комическая сцена (1914)[5]
- Моментальная фотография, комический рассказ (1914)[6]
- Допрос свидетелей, комический рассказ (1914)[7]
- Паноптикум, комический рассказ (1914)[8]
- Консерватория легкого жанра, комическая сцена (1914)[9]
- По всьому світу стала новина, рождественская колядка (1914)[10]
- Ой, дивнее нарождения, рождественская колядка (1914)[11]
- На призыве, комический рассказ (1914)[12]
- На призыве, комический рассказ (1914)[12]
- Полковой оркестр, комический рассказ (1914)[13]
- Франц Преспапье из Америки, комический рассказ (1914)[14]
- Танго у Соломона Пляра, комический рассказ (1914)[15]
- Кормление зверей, комический рассказ (1914)[16]
- Телефон № 666, комический рассказ (1914)[17]
- Колыбельная песня «Фуня плачет», комический рассказ (1914)[18]
- Свадьба Цукермана, комический рассказ (1914)[19]

## Публикации
- Руденков, Иван Семенович. Рассказы и сценки [Текст] / Иван Руденков ; С предисл. А. И. Куприна. — [Рига] : [б. и.], [19--]. — 70 с.; 20 см.[20]
- Руденков, Иван Семенович. Рассказы и сценки / И. С. Руденков; С предисл. А. И. Куприна. — 3-е изд., доп. — Киев : И. И. Самоненко, 1917. — 125, [3] с.; 24.[21]
- Руденков, Иван Семенович. Рассказы и сценки. — Шанхай: Типография В. К. Мартенсен, 1920.[2]